# 碧岩寺
碧岩寺，是位于福建省福州市罗源县碧里乡双贵山中的一个清代古建筑，1980年被列入首批罗源县文物保护单位。
碧岩寺位于双贵山岩洞中，初建于北宋景德年间，明朝重建，现存建筑为清朝同治年间重修。建筑面积164平方米，土木结构，仿明式建筑风格，单檐硬山顶，建筑所处洞窟是罗川八景中“匹岩飞雪”的所在地。